# Topmodel (televisieprogramma)
Topmodel is de Vlaamse versie van het Amerikaanse televisieprogramma America's Next Top Model. Het eerste seizoen van Topmodel werd uitgezonden van 1 oktober 2007 tot 3 december 2007 op KanaalTwee en werd gepresenteerd door Ingrid Seynhaeve.

## Concept
In het televisieprogramma Topmodel werd er in tien uitzendingen gezocht naar een nieuw Vlaams internationaal topmodel. Hierbij moesten ze verschillende opdrachten volbrengen die je als een echt model ook krijgt, zoals fotoshoots en lopen op de catwalk. Na de opdrachten werden er twee meisjes genomineerd voor vertrek. Marc Dochez van Dominique Models moest dan bepalen welk meisje haar koffers moest pakken en de wedstrijd verlaten. De tien deelnemers maakten kans op een contract bij Dominique Models en 25.000 euro.

## Seizoenen

### Seizoensoverzicht
| Seizoen   | Begint         | Jury                                                                       | Winnaar           | Andere deelnemers (in volgorde van eliminatie) | Aantal deelnemers | Internationale bestemming  |
| --------- | -------------- | -------------------------------------------------------------------------- | ----------------- | --- | ----------------- | -------------------------- |
| Seizoen 1 | 1 oktober 2007 | Marc Dochez, Ghislaine Nuytten, Vasko Todorof, Lieve Gerrits               | Hanne Baekelandt  | Jessie Colman, An Voorhoof, Tess Gonnissen, Kelly Van Den Kerchove & Elisa Guarraci, Eveline De Winter, Michèle Vanhooren, Valérie Debeerst & Ine Nijs                         | 10                | Verenigde Staten, New York |
| Seizoen 2 | 9 oktober 2008 | Marc Dochez, Ghislaine Nuytten, Els De Pauw, Rudi Cremers, Pascale Baelden | Virginie Bleyaert | Maïté Valck, Hasse De Meyer, Eline Janssen, Imke Courtois, Yana Hermans & Anouchka Muller, Stefanie Broes, Leen Van Belle, Daisy Olie, Alison Houthuys, Barbara Vanden Bussche | 12                | Marokko, Marrakesh         |

### Seizoen 1

#### Deelnemers
| Naam                   | Exit ronde | Verloren van              | Resultaat |
| ---------------------- | ---------- | ------------------------- | --------- |
| Hanne Baekelandt       | finale     | /                         | 1e        |
| Ine Nijs               | finale     | Hanne                     | 2e/3e     |
| Valérie Debeerst       | finale     | Hanne                     | 2e/3e     |
| Michèle Vanhooren      | 6          | Valérie                   | 4e        |
| Eveline De Winter      | 5          | Hanne                     | 5e        |
| Elisa Guarraci         | 4          | meteen naar huis gestuurd | 6e/7e     |
| Kelly Van Den Kerchove | 4          | meteen naar huis gestuurd | 6e/7e     |
| Tess Gonnissen         | 3          | Kelly                     | 8e        |
| An Voorhoof            | 2          | Valérie                   | 9e        |
| Jessie Colman          | 1          | Tess                      | 10e       |

#### Photoshoots
| Week   | Thema                                           |
| ------ | ----------------------------------------------- |
| Week 1 | Naturel, rich and bored                         |
| Week 2 | Emo-photoshoot en lingerie                      |
| Week 3 | Oxfam outfit en één met de natuur               |
| Week 4 | Tarzan & Jane en beauty-shoot                   |
| Week 5 | Reclamefilmpje                                  |
| Week 6 | Persconferentie en luchthaven-shoot             |
| Week 7 | Catwalk Diesel, beauty-shoot L’Oréal en go-sees |
| Week 8 | Glam*it shoot                                   |

#### Winnaars opdrachten
- Videoclip Swirl people - Michèle
- Catwalk Parijs - Ine
- Catwalk Diesel - Valérie

#### Jury
- Marc Dochez
- Ghislaine Nuytten
- Vasko Todorof
- Lieve Gerrits

#### Coaches
- Ingrid Seynhaeve (topmodel)
- Elise Crombez (topmodel)
- Aza Declercq (actrice/presentatrice)
- Monique Vanendert (fotografe)

### Seizoen 2

#### Deelnemers
| Naam                   | Exit ronde | Verloren van                        | Resultaat |
| ---------------------- | ---------- | ----------------------------------- | --------- |
| Virginie Bleyaert      | Finale     | /                                   | 1e        |
| Barbara Vanden Bussche | Finale     | Virginie                            | 2e        |
| Alison Houthuys        | Finale     | Virginie                            | 3e        |
| Daisy Olie             | 8          | Virginie                            | 4de       |
| Leen Van Belle         | 7          | Daisy                               | 5de       |
| Stefanie Broes         | 6          | Barbara                             | 6de       |
| Anouchka Muller        | 5          | Alison & Stefanie                   | 7de/8ste  |
| Yana Hermans           | 5          | Alison & Stefanie                   | 7de/8ste  |
| Imke Courtois          | 4          | Yana                                | 9de       |
| Eline Janssen          | 3          | Imke                                | 10de      |
| Hasse De Meyer         | 2          | Virginie                            | 11de      |
| Maite Valck            | 1          | naar huis gestuurd door Marc Dochez | 12de      |

#### Photoshoots
| Week   | Thema                                                                   |
| ------ | ----------------------------------------------------------------------- |
| Week 1 | defilé voor Walter Van Beirendonck                                      |
| Week 2 | ballet-shoot Glam*it                                                    |
| Week 3 | naaktshoot & wankele catwalk                                            |
| Week 4 | reclamefilmpje                                                          |
| Week 5 | rock-shoot met Sean D'hondt & go-sees in Kaapstad                       |
| Week 6 | CNA-shoot & shoot met stokstaartje                                      |
| Week 7 | Romance op het werk                                                     |
| Week 8 | Vlieg-Shoot & Onderwater-Shoot                                          |
| Finale | Glam*it Close-Up Shoot & Shoot aan het strand (al dan niet met paarden) |

#### Winnaars opdrachten
- defilé Scapa sports - Daisy & Yana
- poseren voor tekenaars - Imke & Yana
- wankele catwalk - Alison
- defilé Cape Town fashion week - Daisy & Stefanie
- partyfolder CNA - Barbara

#### Jury
- Marc Dochez
- Ghislaine Nuytten
- Rudi Cremers
- Pascale Baelden
- Els De Pauw

## Aanvullende statistieken
- Totaal aantal Deelnemers: 22
- Oudste deelnemer: An Voorhoof (seizoen 1), 22 jaar
- Jongste deelnemer(s): Elisa Guarraci (seizoen 1), Alison Houthuys, Anouchka Muller, Eline Janssen, Leen Van Belle & Yana Hermans (seizoen 2), allemaal 16 jaar oud
- Langste deelnemer: An Voorhoof (seizoen 1), 183 cm.
- Kleinste deelnemer(s): Hanne Baekelandt, Jessie Colman & Kelly Van Den Kerchove (seizoen 1), Anouchka Muller (seizoen 2), allemaal 170 cm.
- Deelnemer(s) nooit bij de laatste twee: Ine Nijs (seizoen 1)
- Deelnemer(s) met het vaakst bij de laatste twee: Virginie Bleyaert (seizoen 2), 3 keer